# Normunds Kindzulis
Normunds Kindzulis (* 18. července 1991 – 28. dubna 2021 Riga) byl lotyšský záchranářský zdravotnický asistent, který zemřel v důsledku rozsáhlých popálenin, údajně způsobených následkem homofobně motivovaného útoku.

## Život a kariéra
Narodil se počátkem 90. let, v době svého úmrtí byl označován za 29letého. Podle údaje na jeho Twitteru bylo jeho datum narození 18. července 1991. Vystudoval obor zdravotnický asistent na Fakultě Červeného kříže Stradinšovy univerzity v Rize (Rīgas Stradiņa universitāte). Od roku 2015 pracoval ve zdravotnickém pohotovostním týmu.
V Rize, kde žil, čelil opakovaným homofobním pohrůžkám, načež se přestěhoval do 70 km vzdáleného menšího města Tukums. Podle jeho tehdy třiadvacetiletého přítele Artise Jaunkļaviņše mu však i v místě nového bydliště opakovaně vyhrožoval jeden ze sousedů v pětipodlažním bytovém domě, který oba muže nabádal k odstěhování. Nejméně čtyřikrát měl být Kindzulis napaden i fyzicky, například shozením ze schodů. Podle Jaunkļaviņšových slov výhrůžky nahlásili policii (v listopadu 2020), která však odmítla zahájit trestní řízení.

## Úmrtí
V noci z 22. na 23. dubna 2021, resp. kolem 4. hodiny ranní došlo k polití Kindzulisova oděvu hořlavinou a podpálení. Podle výpovědi Jaunkļaviņše, který jej nalezl a sám byl těžce popálen při snaze mu pomoci, se tak stalo při homofobním útoku, když se Kindzulis vracel domů z noční směny. S popáleninami na 85 % těla byl odvezen do Národního popáleninového centra v Rize a také Jaunkļaviņš byl s popálenýma rukama a nohama hospitalizován. Právě 22. dubna přes den podle Jaunkļaviņše mělo dojít k poslednímu fyzickému útoku, jemuž se Kindzulis ubránil pepřovým sprejem, útočníci mu však měli pohrozit smrtí.
Média původně referovala jen o požáru způsobeném od hořící hromady oblečení, následně však i policie potvrdila dvě zraněné osoby. Policie též zprvu odmítala zahájit oficiální vyšetřování události s tím, že neexistují důkazy, že by došlo k trestnému činu, nevylučovala možnost sebevraždy v důsledku vyhrožování. Později rižská státní zástupkyně přidala i další vyšetřovací variantu: Kindzulis byl údajně v Rize stíhán za žhářské činy, ke kterým mělo dojít ve čtvrti Ķengarags na přelomu let 2019 a 2020, a to bez úhony na zdraví, avšak s poničením majetku. Žalobce měl požadovat ústavní psychiatrickou léčbu údajně nezvladatelné duševní poruchy.
Lotyšská LGBT organizace Mozaika označila událost za pravděpodobný zločin z nenávisti, vyzvala případné svědky, aby se přihlásili k výpovědi, a příznivce, aby popáleninovému centru darovali plazmu. Příbuzní a přátelé obou popálených mužů vyzvali k finanční podpoře pro náročnou léčbu. Lotyšský prezident Egils Levits po události uvedl, že „v Lotyšsku nenávist nemá místo“. Premiér Krišjānis Kariņš uvedl, že zločin musí být důkladně vyšetřen. Ministr vnitra Sandis Ģirģens nařídil interní inspekci k prověření, zda nedošlo ze strany policie k pochybením při vyšetřování dříve nahlášených výhrůžek.
Zdravotnická záchranná služba 28. dubna 2021 oznámila, že Normunds Kindzulis v důsledku svých zranění zemřel.